# Algernon Percy, 6:e hertig av Northumberland
Algernon Percy, 6:e hertig av Northumberland, född 20 maj 1810, död 2 januari 1899, var en brittisk ädling.
Han var son till George Percy, 5:e hertig av Northumberland (1778-1867) och hans maka Louisa Stuart-Wortley-Mackenzie (1781-1848). 
Han var parlamentsledamot 1831-1832 och 1852-1867. Dessutom innehade han flera regeringsposter i olika regeringar. År 1859 invaldes han i the Kronrådet. År 1886 tilldelades han Strumpebandsorden av drottning Victoria.

## Familj
Gift 1845 med Louisa Drummond (1813-1890) och hade följande barn:
- Henry Percy, 7:e hertig av Northumberland (1846-1918); gift 1868 med Lady Edith Campbell (1849-1913)
- Lord Algernon Malcolm Arthur Percy, (1851-1933) , gift med lady Victoria Frederica Edgcumbe(1860-1920)